# Heiligkreuzkapelle (Hechingen)

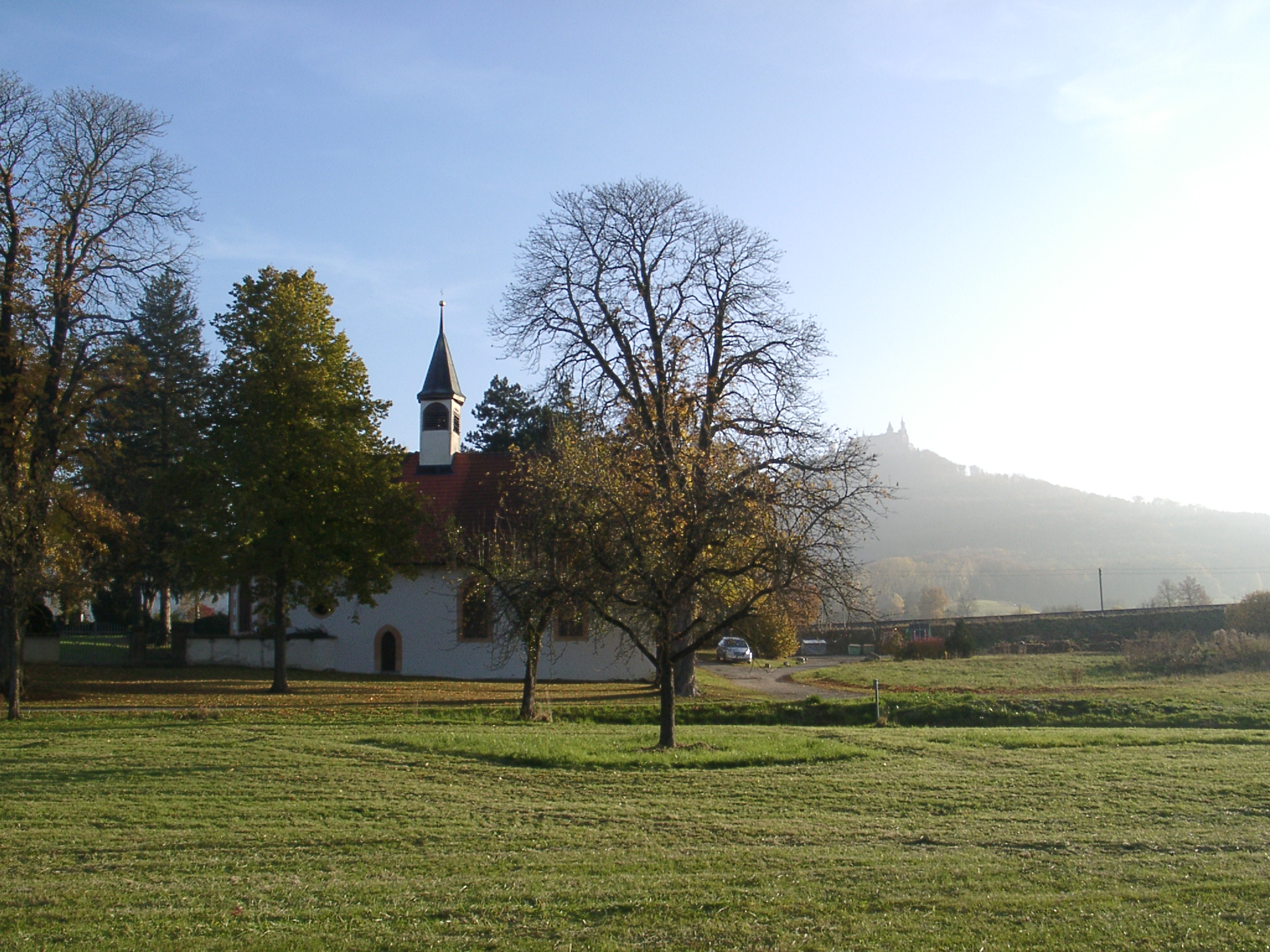
Heiligkreuzkapelle mit Burg Hohenzollern im Hintergrund

Die gotische Heiligkreuzkapelle liegt am Rande des städtischen Friedhofs von Hechingen südlich der Stadt an der Landstraße zum Ortsteil Boll.
Friedrich XII., von 1401 bis 1426 Graf von Zollern, genannt der Öttinger, stiftete 1403 die Kapelle.
An die Kapelle knüpft sich folgende Ursprungsüberlieferung: Ein Diener des Grafen habe dort auf ein Kruzifix geschossen, um ein unfehlbarer Schütze zu werden (Freischütz-Motiv). Er habe sich anschließend nicht vom Fleck bewegen können und sei enthauptet worden. Zur Sühne sei die Kapelle errichtet worden.
Die Geschichte erscheint bereits im Hexenhammer und in der Chronik der Grafen von Zimmern. Sie wird auf zwei Bildtafeln von 1729 dargestellt (ebenso wie der Bildstock, in dem sich das Kruzifix befand, im Hohenzollerischen Landesmuseum in Hechingen). Aus dem 19. Jahrhundert existiert eine Reihe von Versionen der Sage vom höllischen Schuss.

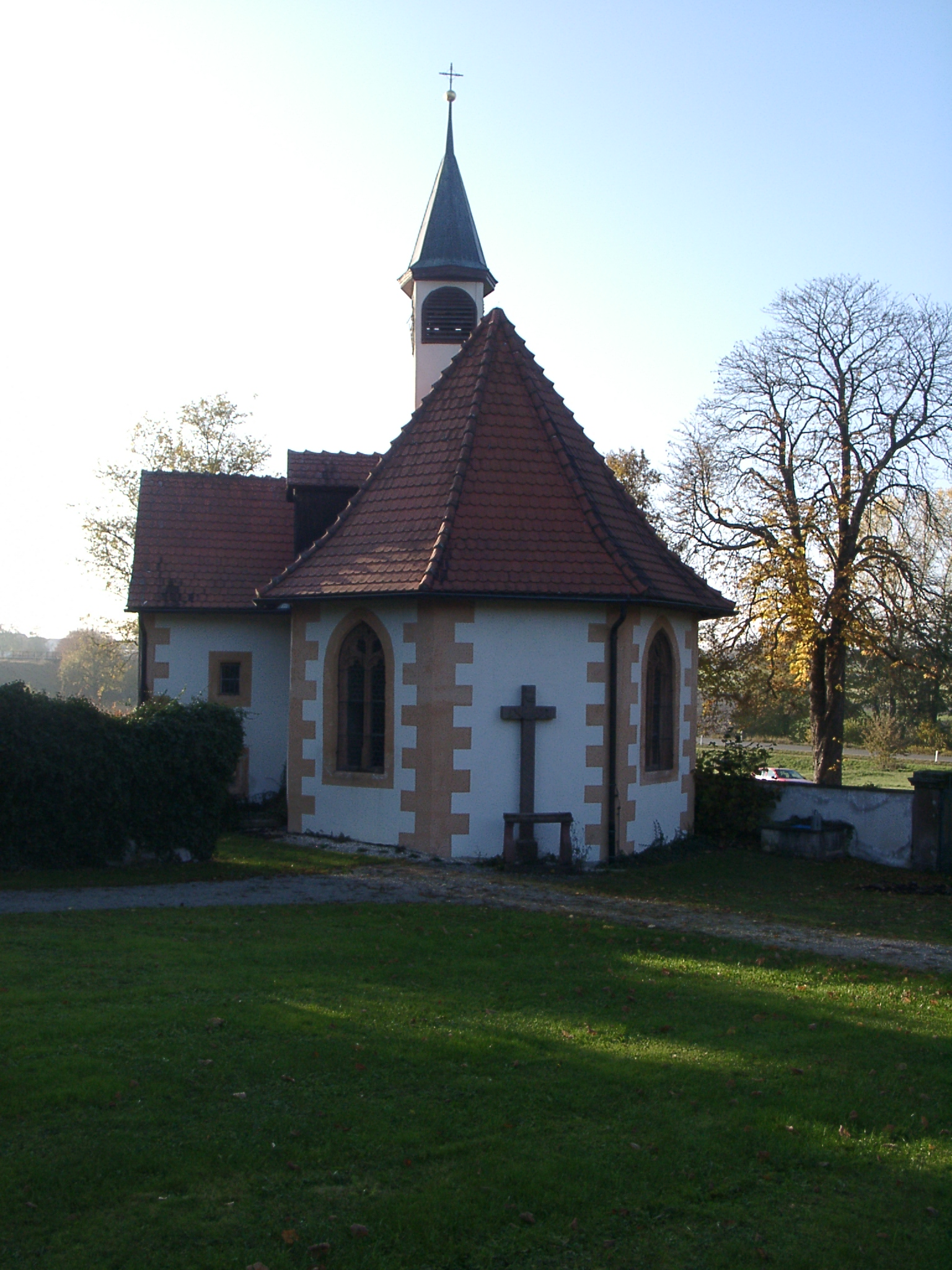
Ansicht von Osten
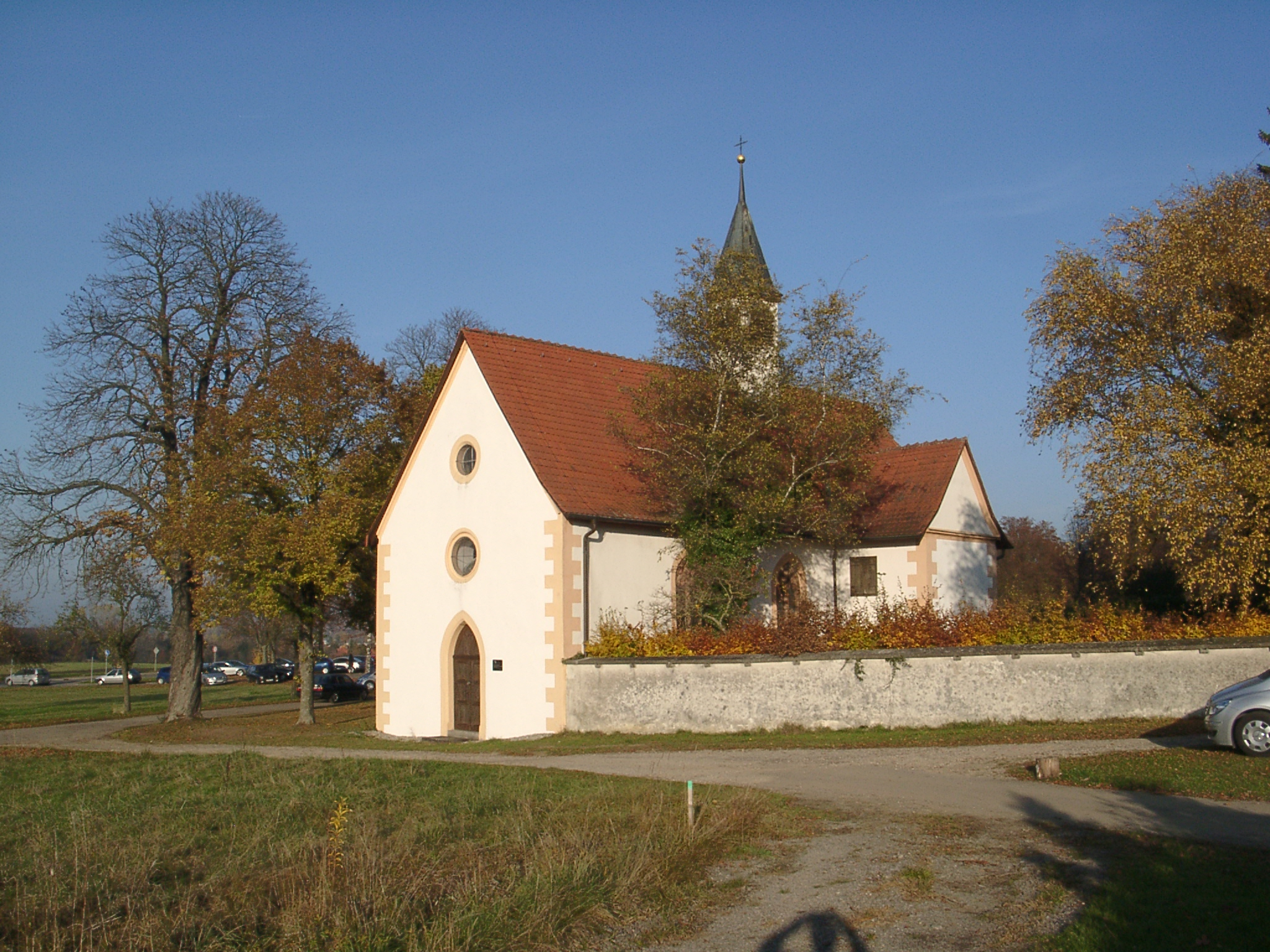
Ansicht von Norden
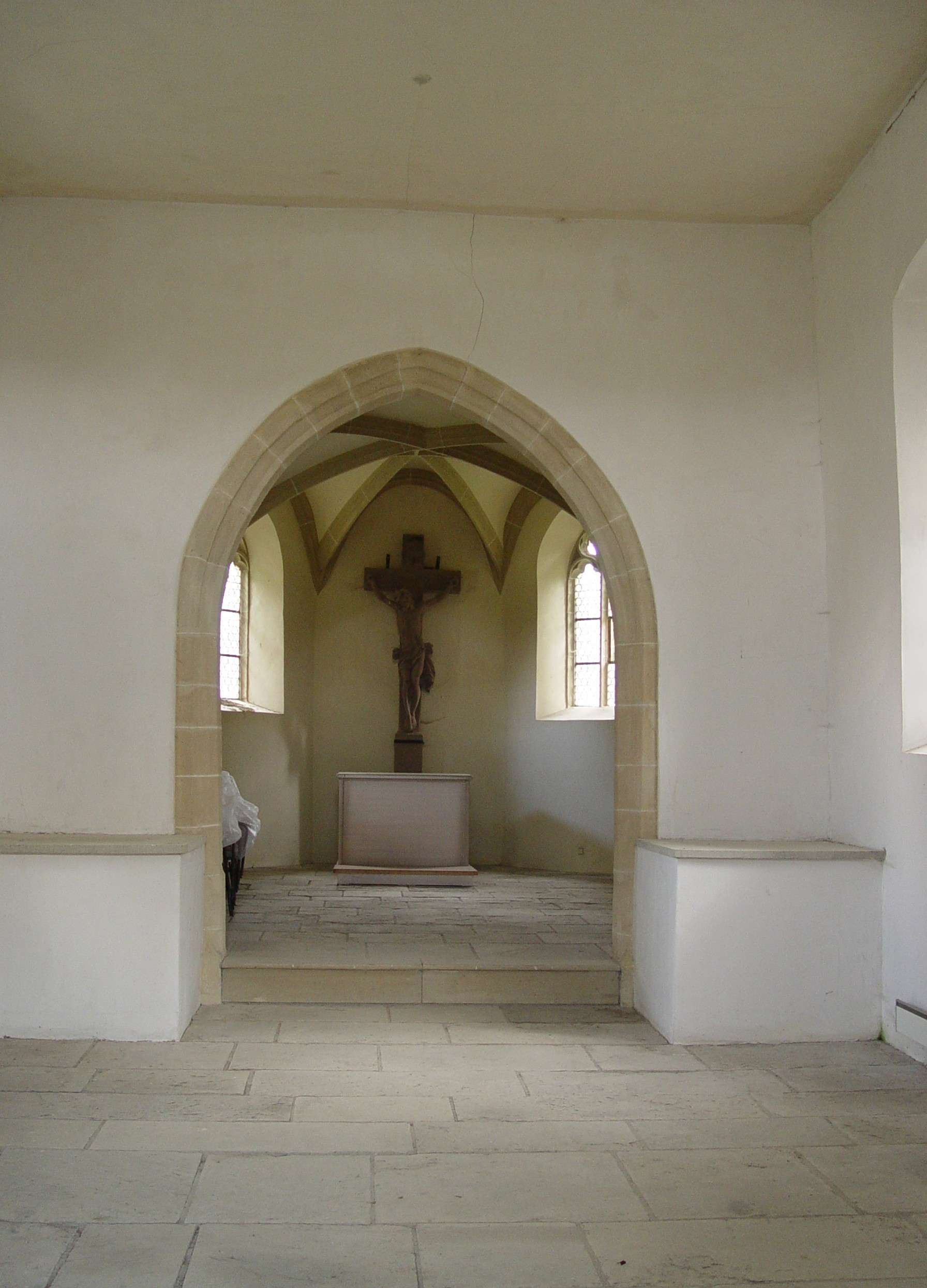
Innenraum
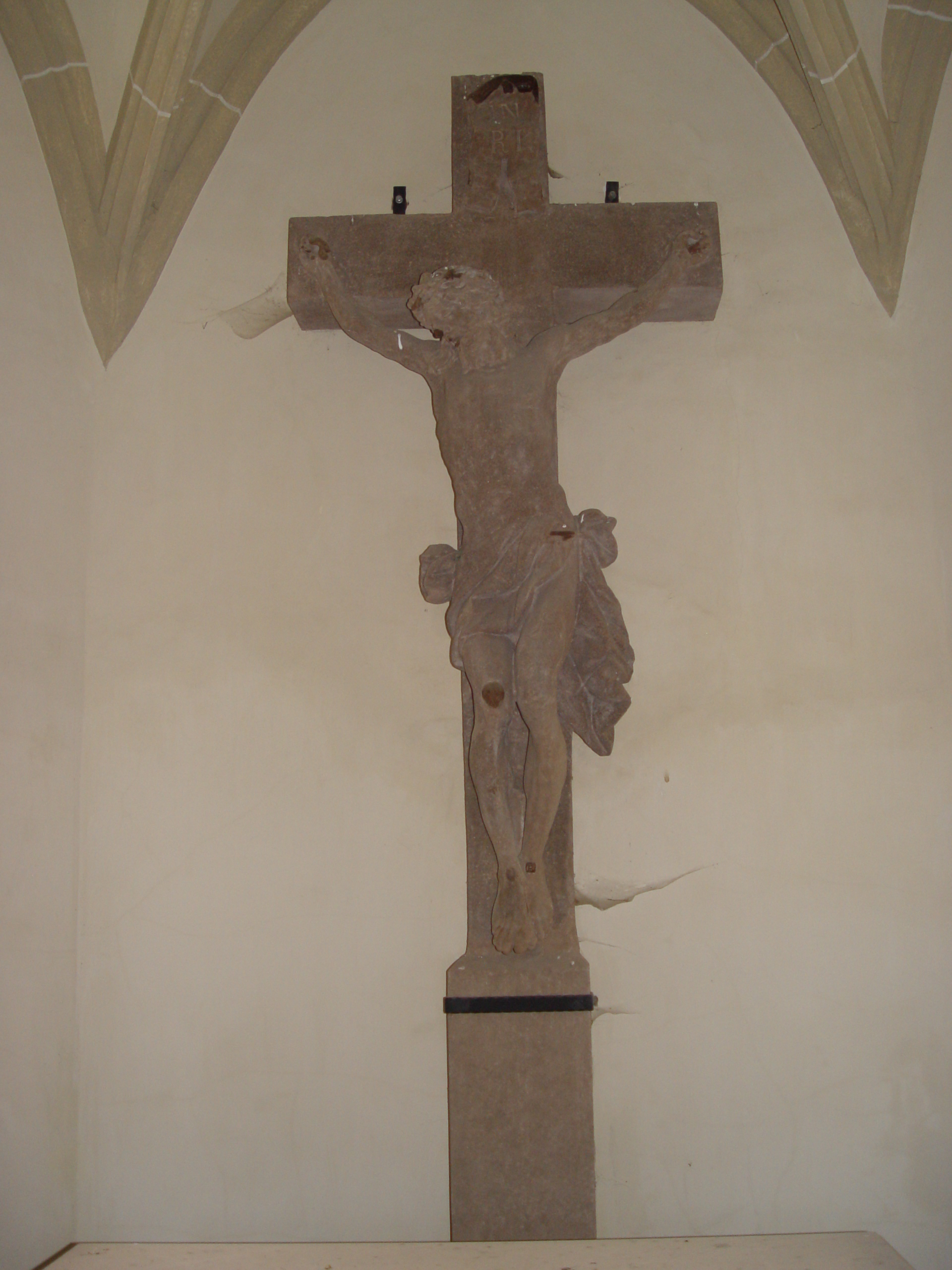
Kruzifix im Chor

Ab Juni 2021 wird die Kapelle als Heiligkreuzcafé als Begegnungsort und Ort für Trauerbegleitung genutzt. Dazu wird das Gebäude um eine große Außenterrasse erweitert.